# 林謙光
林謙光（？—？），福建長樂人，清朝政治人物。
康熙十一年（1672年）壬子科副貢。曾任延平府學教授。康熙二十六年（1687年）任台灣府儒學教授，著有《臺灣紀略》。康熙三十年（1691年）陞任浙江桐鄉縣知縣。